# San Pablo, Isabela
San Pablo là một đô thị hạng 3 ở tỉnh Isabela, Philippines. Theo điều tra dân số năm 2007, đô thị này có dân số 20.561 người trong 3.466 hộ.

## Các đơn vị hành chính
San Pablo được chia ra 17 barangay.
| - Annanuman - Auitan - Ballacayu - Binguang - Bungad - Dalena - Flaviano - Caddangan/Limbauan - Calamagui - Caralucud | - Guminga - Minanga Norte - Minanga Sur - San Jose - Poblacion - Simanu Norte - Simanu Sur - Tupa (San Vicente) |